# واکلوس (کارولینای جنوبی)
واکلوس (به انگلیسی: Vaucluse) یک منطقهٔ مسکونی در ایالات متحده آمریکا است که در کارولینای جنوبی واقع شده‌است. واکلوس ۱۱۱ نفر جمعیت دارد.